# Dalhousie (Inde)
Pour les articles homonymes, voir Dalhousie.
Dalhousie (hindî : डलहौज़ी) est une ville et un conseil municipal du district de Chambâ dans l'État de l'Himachal Pradesh en Inde.

## Géographie
Dalhousie se situe à une altitude moyenne de 1 954 m, sur et autour de cinq collines, sur le bord ouest de la montagne de Dhauladhar de la chaîne des Himalayas. .
La ville se trouve à environ 120 km de Dharamsala et à environ 80 km de Pathankot.

## Économie
Le tourisme est l'activité principale de Dalhousie. La ville compte environ 600 hôtels qui offrent entre 5 000 et 8 000 emplois saisonniers chaque année.

## Démographie
Selon le recensement de 2001, Dalhousie a une population de 7 419 personnes. Les hommes constituent 56 % de la population et les femmes 44 %. Dalhousie a un taux d'alphabétisation moyen de 81 %, bien plus haut que la moyenne nationale de 59,5 % : l'alphabétisation masculine est de 85 % et l'alphabétisation féminine de 78 %. À Dalhousie, 9 % de la population est âgée de moins de 6 ans.

## Histoire
Établie en 1854 par la Compagnie anglaise des Indes orientales comme retraite d'été pour ses troupes et ses bureaucrates, la ville doit son nom à James Dalhousie qui était le Gouverneur général des Indes à ce moment-là.

## Personnalités
- Godefroid Pelckmans (1854-1904), évêque catholique de Lahore, est mort à Dalhousie. Avant la partition de 1947 Dalhousie était la résidence des évêques de Lahore, ville aujourd'hui au Pakistan.
- Alice Hutchison (1874–1953), médecin britannique, est née à Dalhousie.

## Divers

### Réfugiés tibétains
Une des plus anciennes communautés tibétaines installées en Inde se trouve à Dalhousie, arrivée peu après l'exil du Dalaï-lama en Inde, en 1959. Aujourd'hui, environ 1 200 Tibétains y sont installés.
Le camp des réfugiés tibétains comprend maintenant une école tibétaine, un dispensaire, une résidence, un bureau de l'Administration centrale tibétaine, un restaurant et un centre d’artisanat. L'association du Congrès de la jeunesse tibétaine est présente. Il y a aussi des monastères du bouddhisme tibétain, dont le monastère de Gyuto.
Entre 1965 et 1970, le Professeur Samdhong Rinpoché, actuellement premier ministre du gouvernement tibétain en exil a été nommé proviseur de l'école tibétaine de Dalhousie.
Le 4 octobre 2007, le 17e Karmapa, Orgyen Trinley Dorje s'est rendu à Dalhousie, à l'invitation de la Communauté tibétaine, d'ONG, du Center School for Tibetan, de l'Association des femmes tibétaines en exil et du Congrès de la jeunesse tibétaine.

## Galerie

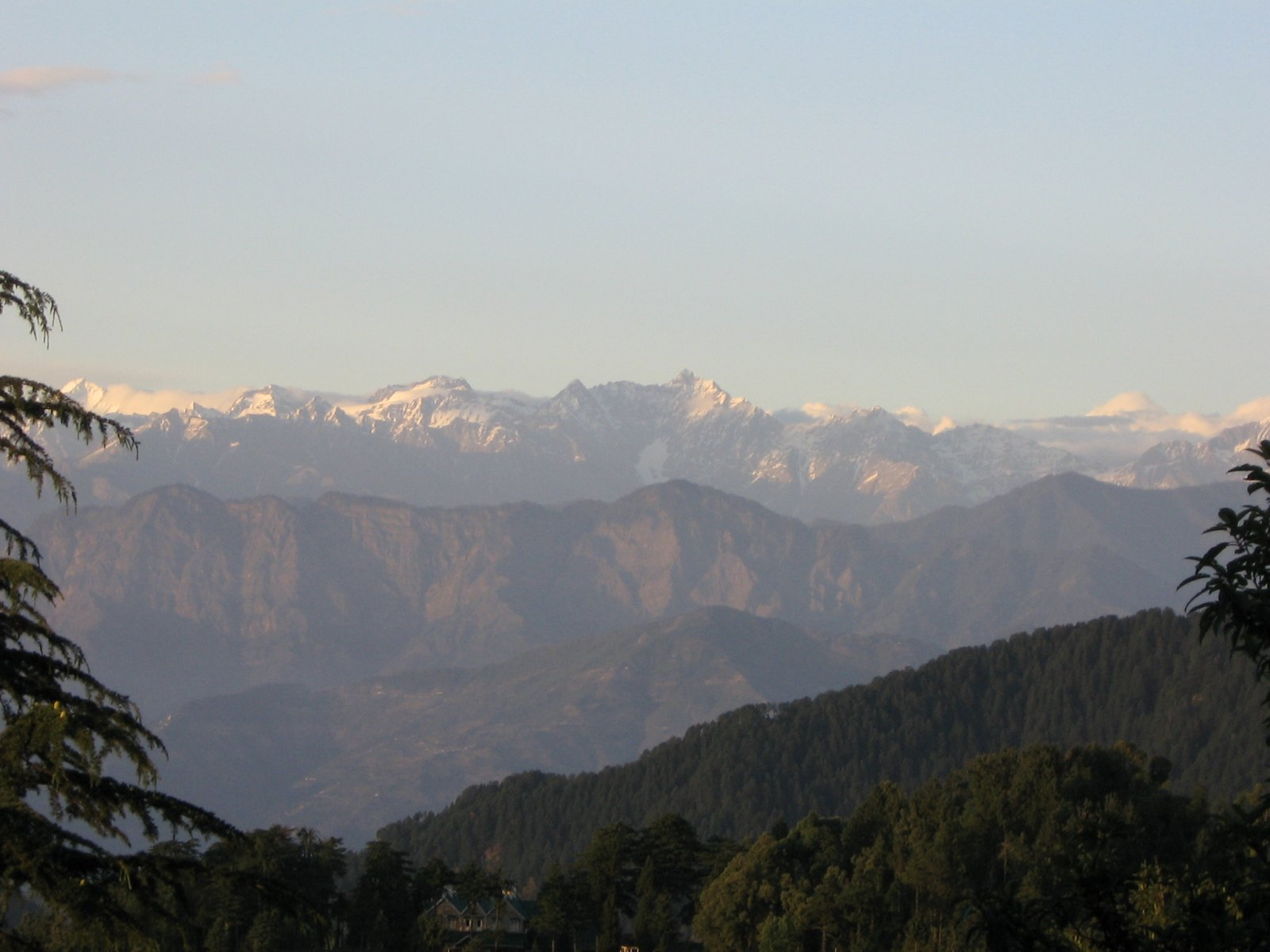
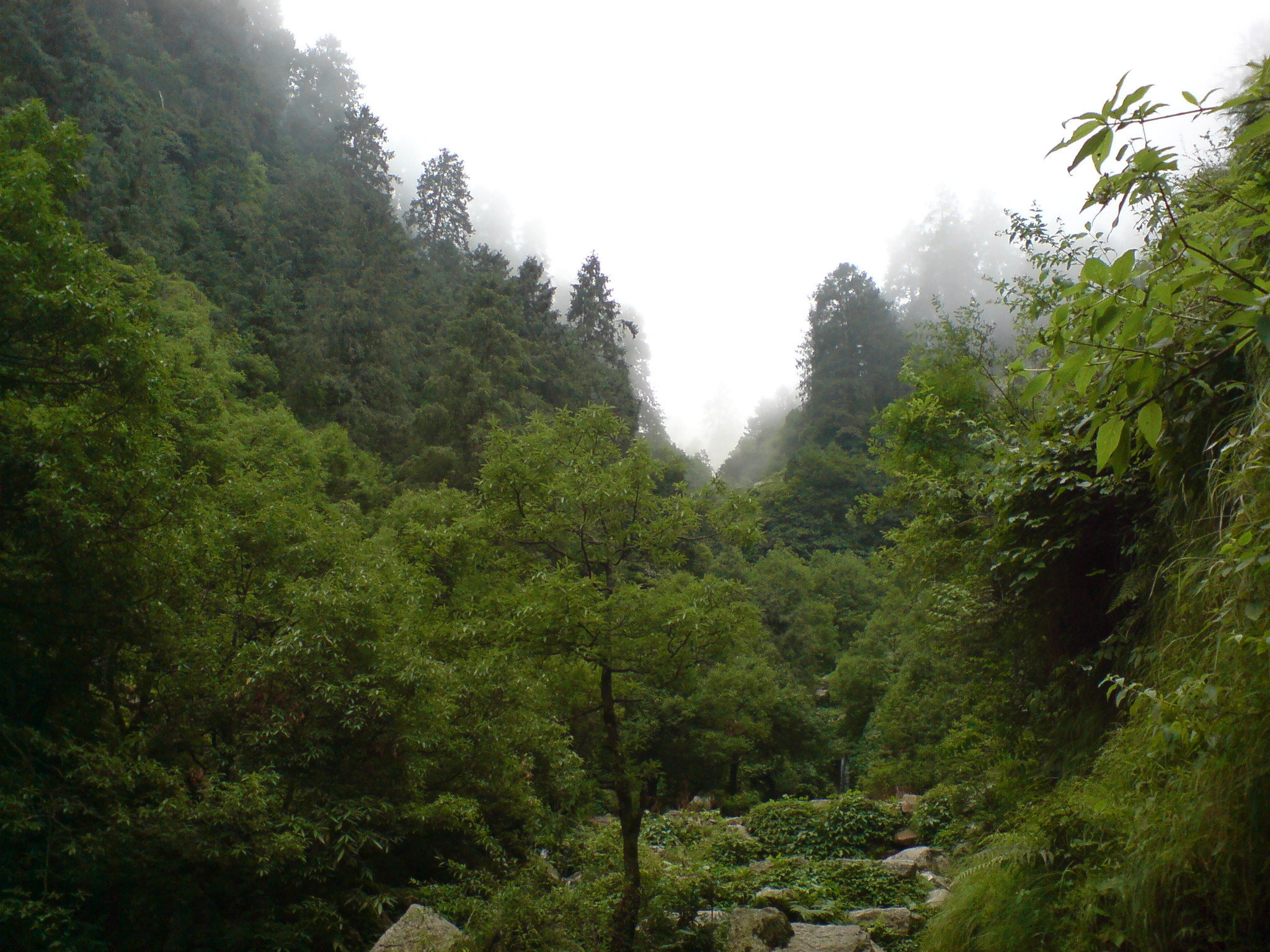
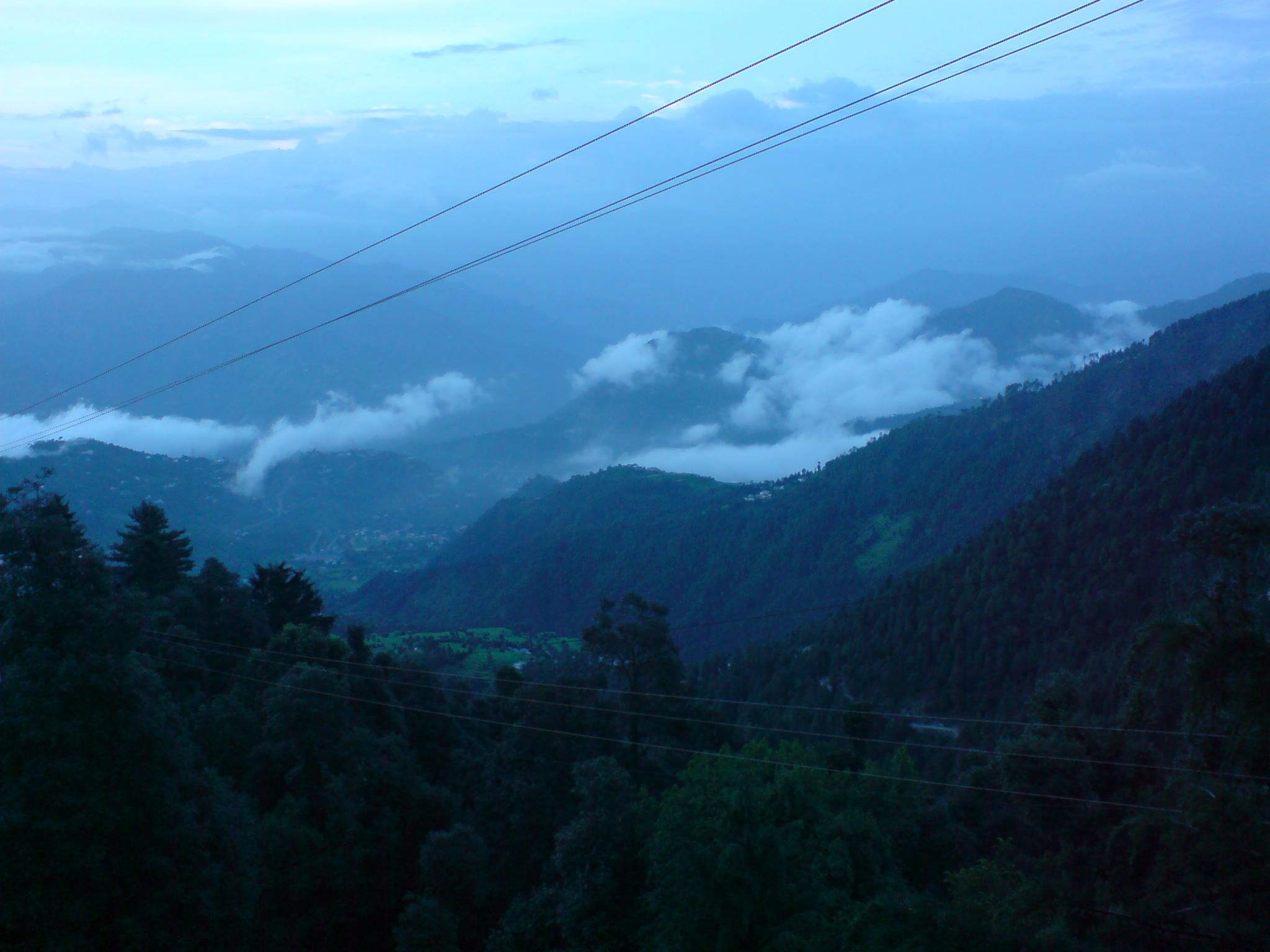